# Trattato di Greenwich
Il trattato di Greenwich (anche conosciuto come trattati di Greenwich) conteneva due accordi entrambi firmati il 1º luglio 1543 a Greenwich tra i rappresentanti dell'Inghilterra e della Scozia. Il documento, nel complesso, comportò un piano attuato da Enrico VIII d'Inghilterra per unire i due reami (cosa che effettivamente sarebbe avvenuta solo nel 1707 con l'Atto di Unione). Il primo sotto-trattato sanciva la pace tra il Regno d'Inghilterra e il Regno di Scozia; il secondo invece proponeva un matrimonio tra il principe Edoardo e Maria Stuarda, regina di Scozia, che aveva appena sei mesi. In questa parte del documento veniva concordato che la regina Maria sarebbe stata accompagnata da un nobiluomo inglese e da sua moglie fino al suo decimo anno di vita; nel 1552 sarebbe quindi stata consegnata ufficialmente agli inglesi e avrebbe vissuto in Inghilterra nell'attesa di sposarsi. Oltre a ciò, era stabilito che il Regno di Scozia potesse mantenere le sue leggi. Benché il conte di Arran avesse firmato l'accordo il 1º luglio e lo avesse ratificato il 25 agosto 1543, il Trattato di Greewich fu infine rifiutato dal Parlamento scozzese l'11 dicembre dello stesso anno; infatti, Maria di Guisa, madre della regina in fasce, non era d'accordo con le nozze e rimanendo fedele all'Auld Alliance preferì far sposare sua figlia al Delfino di Francia, Francesco, figlio di Enrico II e di Caterina de' Medici.